# Грепплінг
Гре́пплінг (від англ. grapple, зчеплення, (абордажний) крюк, боротьба (на короткій дистанції)) — спортивне єдиноборство, комплексний вид боротьби, в основі якого лежить позиційне маневрування двох спортсменів, кожен з яких за допомогою больових і задушливих прийомів намагається підкорити суперника, а також набрати більшу кількість очок у процесі боротьби за допомогою різних технічних прийомів (звалювань, захоплень, кидків, переворотів, підніжок, підсічок тощо). Грепплінг — це боротьба на підкорення, тобто основна мета спортсмена (грепплера) становить саме примус суперника до здачі. Ударна техніка в грепплінгу суворо заборонена.
Екіпірування грепплера може складатися із шортів і футболки (рашґарду) чи з борцівського трико, або з кейкоґі. Дозволено еластичний захист (на колінні і ліктьові суглоби). Взуття у грепплінгу заборонене.
Розвитком грепплінгу займаються різні організації, найбільш впливова з яких це  FILA під чиїм патронатом проходять чемпіонати світу з грепплінгу.
Лобіюванням питання включення грепплінгу до програми Олімпійських ігор займається Міжнародна федерація об'єднаних стилів боротьби.